# Famille de Prez
Pour les articles homonymes, voir Prez.
La famille de Prez, que l'on trouve parfois sous les formes de Pres, de Preiz, de Preez, de Pratelis, est une famille noble suisse originaire de Prez-vers-Noréaz et mentionnée dès le XIIe siècle. 
Elle a fourni deux évêques d'Aoste.

## Armes
| Blason | Blasonnement : Coupé d'or au lion issant de gueules et d'azur., |

## Histoire
La famille est mentionnée à partir du XIIe siècle. Elle prend son nom de la seigneurie de Prez-vers-Noréaz, dans le canton de Fribourg,. La famille a essaimé en Pays de Vaud, en Valais, au Pays de Gex et en Savoie.
Le premier membre cité est Conon, dont les auteurs indiquent qu'il est issu d'une famille paysanne. En 1225, le seigneur de Prez soutient Aymon de Faucigny dans sa tentative d'obtenir l'avouerie de Lausanne.

## Possessions
- Prez-vers-Noréaz (Fribourg)
- Seigneurs de Corcelles-le-Jorat (Vaud), Corsier-sur-Lutry (Vaud)
- Bellegarde
- Crassier (Vaud)
- Seigneurs de Granges (Valais)
- Seigneurs de Dursilly (Chablais)
- Seigneurs de Crassier/Crassy (Gex)

## Personnalités
- Aymon de Prez, bailli épiscopal de Lausanne (1400-1405)[3].
- Nicod de Prez, bailli épiscopal (1418-1422)[3].
- Antoine de Prez, évêque d'Aoste (1444-1464)[3].
- François de Prez, neveu du précédent, évêque d'Aoste (1464-1511)[3].
- Jean Étienne Philibert de Prez de Crassier (Deprez-Crassier), député de la noblesse de l'Assemblée constituante de 1789 puis général de l'Armée révolutionnaire française[6].